# Épuisay
Épuisay é uma comuna francesa na região administrativa do Centro, no departamento Loir-et-Cher. Estende-se por uma área de 23,43 km². Em 2010 a comuna tinha 837 habitantes (densidade: 35,7 hab./km²).